# یومیوری شیمبون
روزنامه یومیوری شیمبون (به ژاپنی: 読売新聞) پر تیراژترین روزنامه جهان، روزنامه ای ژاپنی است که در توکیو، اوزاکا، فوکوکا و دیگر شهرهای عمده و مهم ژاپن منتشر می‌شود. این روزنامه بیش از ده میلیون تیراژ دارد.

## اولین جایزه بین المللی تاریخ ایران در زمینه کاریکاتور
این نشریه هر ساله نمایشگاه جهانی کاریکاتور برگزار می‌کند. مسعود مهرابی اولین جایزه بین‌الملی تاریخ ایران در زمینه کاریکاتور را از این جشنواره دریافت کرد که عبارت اند از:
- مدال نقره و جایزه نقدی ۲۰۰٬۰۰۰ هزار ین ژاپن از نمایشگاه جهانی کاریکاتور روزنامه یومیوری شیمبون، ژاپن ۱۳۶۲
- مدال برنز از نمایشگاه جهانی کاریکاتور روزنامه یومیوری شیمبون، ژاپن ۱۳۶۱

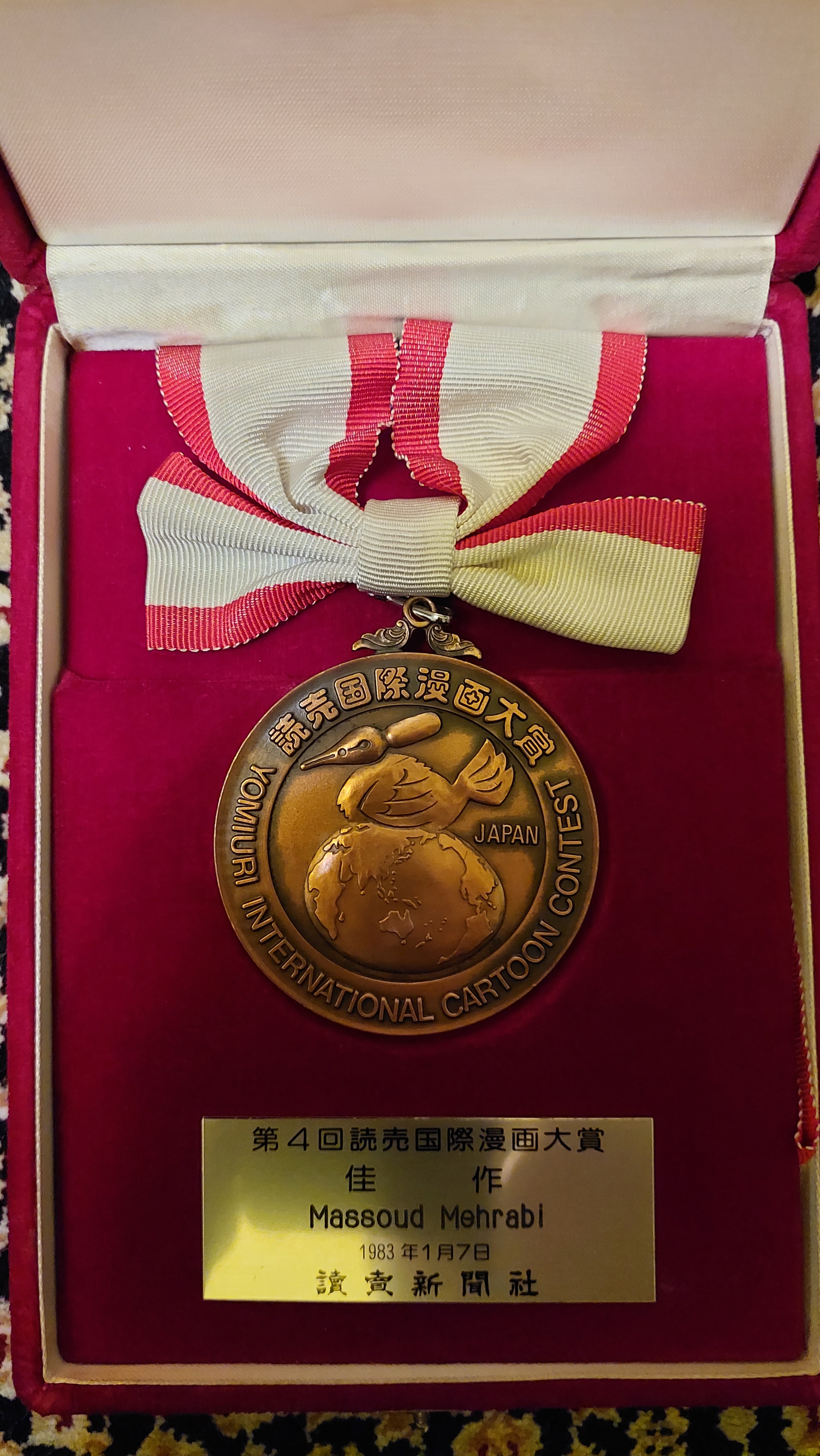
اولین مدال بین المللی کاریکاتور تاریخ ایران

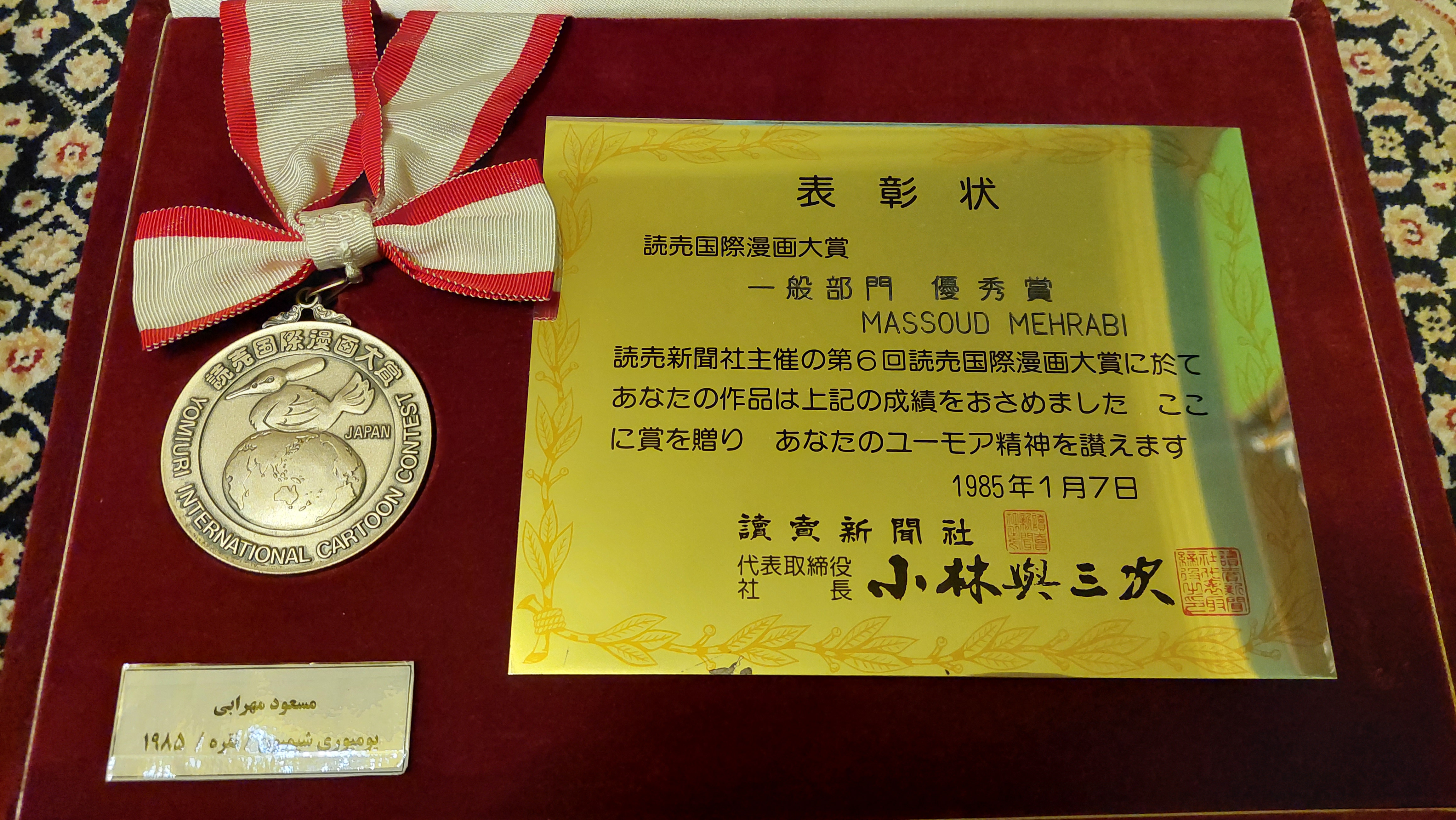
مدال نقره مسعود مهرابی

## پیشینه

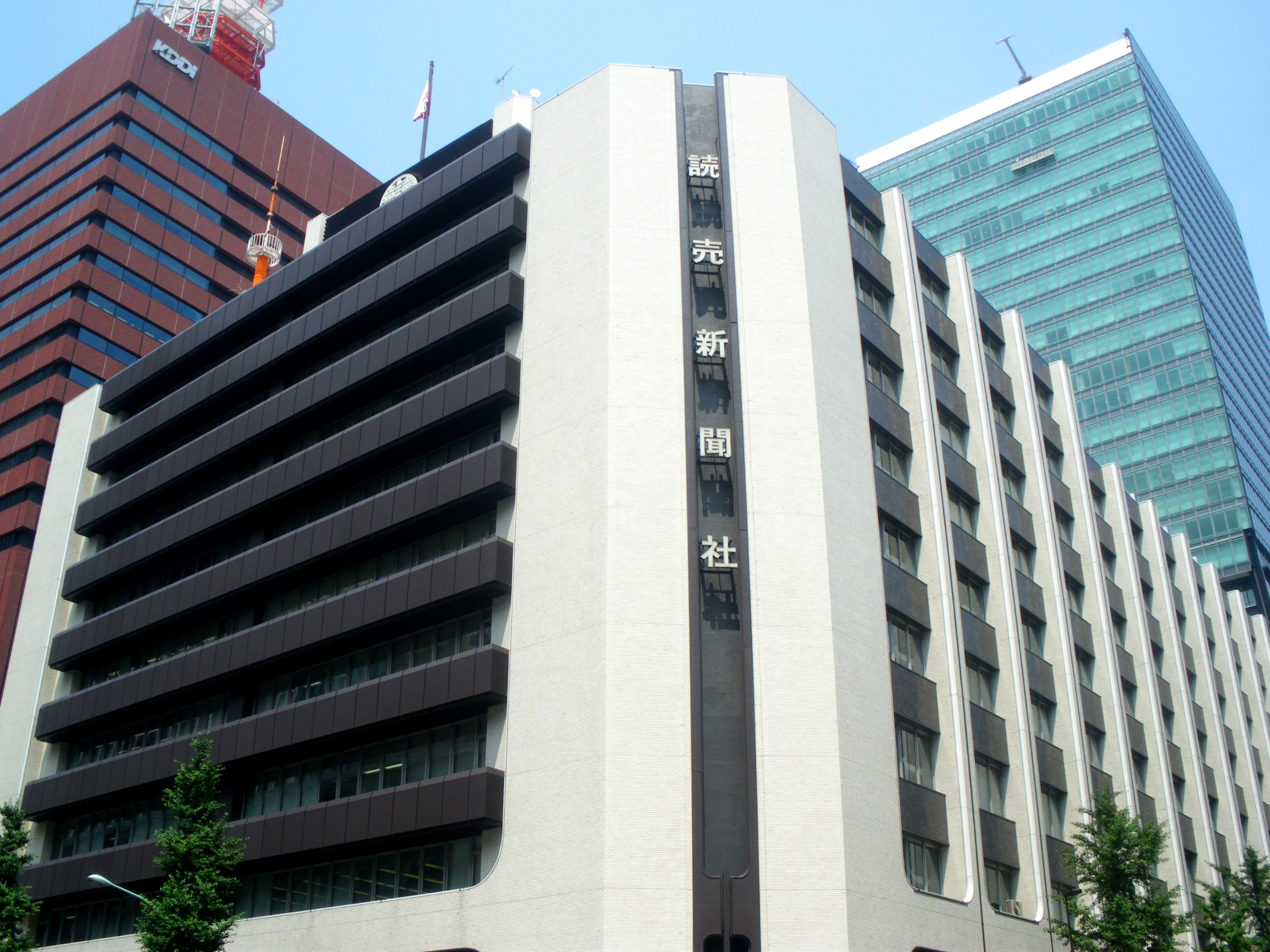
دفتر مرکزی روزنامه در توکیو

این روزنامه در سال ۱۸۷۴ بنیان نهاده شد و در حال حاضر با تیراژ حدود ۱۰ تا ۱۵ میلیون نسخه در روز (بسته به رویدادهای مهم روز) پرتیراژترین روزنامهٔ جهان است. این روزنامه در دو نوبت صبح و عصر چاپ می‌شود. تیراژ این روزنامه در سراسر ژانویهٔ ۲۰۰۲ به رقم بی سابقهٔ ۱۴ میلیون و ۳۲۳ هزار و ۷۸۱ نسخه رسید. این روزنامه ویرایش‌های محلی متعددی دارد و در میان سه روزنامهٔ بزرگ ژاپن دارای موضعی راستگرا- ملی گرا است.
یومیوری شیمبون دارای ضمیمه‌های روزانهٔ مختلفی است و در سبک نگارش به شیوهٔ معمول در غرب عمل می‌کند و در حقیقت متاثر از سبک ژورنالیسم روزنامه‌های آمریکایی در اوایل قرن بیستم است و با تعصب این سبک را در همه صفحاتش دنبال می‌کند.

## مخاطب
این روزنامه متعلق به قشر شاغل ژاپن است و در حقیقت اکثر مخاطبانش را نسل دوم ژاپن تشکیل می‌دهند.
یومیوری روزنامهٔ بسیار حجیمی است که مطالب گوناگونی از جمله خبر، ورزش، سیاست، علم و تکنولوژی، هنر و سینما و جهان را پوشش می‌دهد اما عمده موفقیت این روزنامه را باید مرهون توجه به مسایل شهری و توجه عمیق به موضوعات روز مردم دانست.
یومیوری شیمبون با توجه به قیمت روزنامه در ژاپن و تیراژ میلیونی و همچنین مساعدت‌های دولتی، موسسهٔ بسیار پردرآمدی است و مجموعه‌های مختلف فرهنگی و اقتصادی را زیرنظر دارد که از این میان می‌توان به تیم حرفه‌ای بیسبال «یومیوری جایانت» که اولین تیم حرفه‌ای بیسبال در ژاپن است اشاره کرد. این مجموعه‌ها علاوه بر این که درآمدزایی دارند بر محبوبیت روزنامه نیز می‌افزاید که در نهایت در جذب مخاطب بیشتر کمک می‌کند. یومیوری شیمبون در قطع متوسط و به صورت تک رنگ منتشر می‌شود.